# 常見和正
常見 和正（つねみ かずまさ、1937年〈昭和12年〉11月15日 - 2006年〈平成18年〉3月17日）は、日本の経営者。元宇部興産（現・UBE）社長・会長。

## 来歴・人物
京都府舞鶴市出身。京都府立西舞鶴高等学校を経て、1960年（昭和35年）に京都大学工学部を卒業し、宇部興産に入社。一貫して宇部興産主流の化成品部門を歩み、樹脂・ゴム事業本部技術部長、宇部興産取締役等を経て、1999年（平成11年）より取締役社長（ ‐ 2005年、2003年からは取締役会長も兼任）。自動車用のアルミホイールなど不採算事業の再構築を進めたほか高機能樹脂事業などを強化した。2006年（平成18年）、心不全により逝去。68歳没。

## 主な役職
- 日本肥料アンモニア協会会長
- 石灰石鉱業協会会長
- 鉱業労働災害防止協会理事
- 中央労働災害防止協会理事
- 日本化学工業協会理事
- 省エネルギーセンター評議委員
- 丸善石油化学取締役
- 山口県経営者協会会長
- 山口県雇用開発協会会長

## 著書
- 『日本のモノづくり58の論点―持続的繁栄を築く思想』（共同執筆/JIPMソリューション, 2005年, ISBN 978-4889562927）

| ビジネス      | ビジネス                            | ビジネス      |
| ------------- | ----------------------------------- | ------------- |
| 先代 長広真臣 | 宇部興産社長 第9代：1999年 - 2005年 | 次代 田村浩章 |